# Гейті
Гейті або хейті — поетичні синоніми, які вживали скальди у скандинавській поезії. Гейті — це або слово, що вийшло з ужитку в повсякденній мові, або власне ім'я, що було загальним, або позначення частини замість цілого, роду замість виду і т. ін. Гейті — синонімічний замінник якого-небудь іменника; гейті складається з одного слова. Поняття «князь, король» замінюється словом budlungr — нащадок Будлі, fylkir — воєвода, gramr — гнівний, hersir — ватажок, hilmir — той, хто одягає війська в шоломи. Еддичні гейті були традиційними, постійними синонімами в еддичному мовленні — на відміну від кеннінгів, які створювалися поетом. Кеннінґ — абсолютно умовне позначення з двох або більше іменників, з яких один означає інший. Наприклад, кеннінг воїна або чоловіка — це «Бальдр щита», «Фрейр меча», «древо битви», «кущ шолому» і т. ін., кеннінг корабля — це «кінь щогли», «олень моря», «бик штевня» і т. д.
Завдяки насиченню поезії гейті та кеннінгами, вона ставала пишномовною, таємничою, урочистою, що дуже подобалось сучасникам. Ось уривок з вірша: «Місяць брів одягнутий в біле сосни наряду, блиснув на мене по-соколиному з ясного неба брів, але блиск місяця повік богині золотих перснів з того часу заповідає нещастя мені і богині перснів». Це означає: «жінка в білому кинула на мене соколиний погляд, і від того часу ми обоє нещасливі».
Оскільки ці вірші приводяться винятково заради їхньої форми (вони повинні служити підтвердженням того, що той або інший кеннінг або гейті дійсно вживався скальдами), а форма їх неперекладна, у теперішніх перекладах вони опущені й приводяться тільки відповідні кеннінги й гейті. Скальдичні вірші є сенс перекладати лише тоді, коли вони утворюють ланки в оповіданні (як в сагах), тобто коли важливий їхній зміст, а не тільки форма.
Складені з таких гейті синонімічні системи могли налічувати до декількох десятків слів (так, в поезії скальдів використовується, наприклад, близько сорока гейті конунга).
Зокрема, у Мові Поезії Сноррі Стурлусон дає пояснення багатьом гейті, які використовуються в Молодшій та Старшій Едді.